# Comanthera kegeliana
Comanthera kegeliana är en gräsväxtart som först beskrevs av Friedrich August Körnicke, och fick sitt nu gällande namn av Harold Norman Moldenke. Comanthera kegeliana ingår i släktet Comanthera, och familjen Eriocaulaceae. Inga underarter finns listade i Catalogue of Life.